# John Ericson
Ne doit pas être confondu avec l'ingénieur américain d'origine suédoise John Ericsson
Pour les articles homonymes, voir Ericson.
John Ericson  est un acteur germano-américain né à Düsseldorf (Allemagne) le 25 septembre 1926 et mort à Santa Fe au Nouveau-Mexique (États-Unis) le 3 mai 2020. 

## Biographie
John Ericson est né Joachim Alexander Ottokar Meibes en Allemagne d'un père chimiste qui a émigré à Anvers en 1931 et aux États-Unis en 1934. Sa mère, Ellen, est actrice. Il a fait l'essentiel de sa carrière aux États-Unis avec une formation initiale à l'American Academy of Dramatic Arts (AADA) dans la même classe que Grace Kelly, Jack Palance et Don Murray. Il a ensuite joué le rôle principal dans Stalag 17 de Donald Bevan et Edmund Trzcinski à Broadway en 1951. 
John Ericson a fait ses débuts au cinéma en 1951 aux côtés de Pier Angeli dans Teresa de Fred Zinnemann. Il tourne ensuite aux côtés de stars mondiales telles que Spencer Tracy , Elizabeth Taylor et Barbara Stanwyck mais ne fit jamais partie des stars du cinéma hollywoodien. Il avait une allure élégante (il posa nu dans le numéro de janvier 1974 du magazine Playgirl) et jouait souvent des hommes confiants et d'apparence dure. On le vit très souvent dans les westerns mais sa filmographie compte nombre de séries : Bonanza, Gunsmoke, Le fugitif, Route 66, L'Homme de Vienne, Les Envahisseurs. 
John Ericson meurt d'une pneumonie à l'âge de 93 ans, à Santa Fe au Nouveau-Mexique le 3 mai 2020.

### Vie privée
John Ericson eut une relation avec Anne Bancroft puis il épousa l'actrice Milly Coury en 1953 avec qui il eut deux enfants, Brett et Nicole. Après avoir divorcé en 1971, John se maria à Karen Huston Heassler en 1974.

## Filmographie partielle
Cinéma
- 1951 : Teresa de Fred Zinnemann : Philip Cass
- 1954 : Le Prince étudiant (The Student Prince) de Richard Thorpe : comte Von Asterburg
- 1954 : Rhapsodie (Rhapsody) de Charles Vidor : James Guest
- 1954 : L'Émeraude tragique (Green Fire), d'Andrew Marton
- 1955 : Un homme est passé (Bad Day at Black Rock) de John Sturges : Pete Wirth
- 1957 : Quarante tueurs (Forty Guns) de Samuel Fuller : Brockie Drummond
- 1958 : La Journée des violents (Day of the Bad man) d'Harry Keller : shérif Barney Wiley
- 1960 : Sous dix drapeaux (Sotto dieci bandiere) de Duilio Coletti : Krüger
- 1963 : Sémiramis, déesse de l'Orient (Io Semiramide) de Primo Zeglio : Kir
- 1964 : Le Cirque du docteur Lao (7 Faces of Dr. Lao), de George Pal
- 1969 : La Dernière Balle à pile ou face (Testa o croce) de Piero Pierotti : Will Hunter
- 1971 : L'Apprentie sorcière (Bedknobs and Broomsticks) de Robert Stevenson : colonel Heller

Télévision
- 1965 : Honey West, série policière d'Aaron Spelling : Sam Bolt.
- 1971 : Le Virginien saison 9 épisode 15 (The Politician) : Jack Bonham